# Zebiniso Rustamowa
Zebiniso Rustamowa (Język tadżycki Зебинисо Сангиновна Рустамова, ur. 29 stycznia 1955 w Stalinabadzie) – tadżycka łuczniczka sportowa. W barwach ZSRR brązowa medalistka olimpijska z Montrealu.
Startowała w konkurencji łuków klasycznych. Zawody w 1976 były jej jedynymi igrzyskami olimpijskimi. Po brąz sięgnęła w rywalizacji indywidualnej. Na mistrzostwach świata w 1975 została mistrzynią świata indywidualnie i w drużynie. W drugiej z tych konkurencji zdobyła złoto w 1985 i 1987 oraz srebro w 1977. Na mistrzostwach Europy w 1976 oraz w 1986 była trzecia indywidualnie i pierwsza w drużynie.